# NK Slaven Živinice
O Nogometni klub Slaven Živinice é uma equipe bósnia de futebol com sede em Živinice. O Slaven joga em casa no Gradski Stadion, que tem capacidade para 500 espectadores. As cores da equipe são azul e branco. O clube joga atualmente na Primeira Liga - FBiH. 

## História
O clube foi fundado em 1936 como RSD Kroacija. Recebeu o nome da empresa com o mesmo nome. O primeiro treinador foi Mustafa Muradbašić. Em suas primeiras partidas, o clube jogou contra os times do Zrinjski, Šumadija, Solvaj, Rudnik e Hrabri. As partidas foram disputadas em um estádio improvisado dentro da empresa.
As cores tradicionais do clube são o azul e o branco. Slaven joga suas partidas em casa no City Stadium em Živinice.

## Títulos
- Segunda Liga - FBiH (2): 2008–09 (Norte), 2016–17 (Norte)